# Grumman F-14 Tomcat
Grumman F-14 Tomcat je nadzvukový, dvoumotorový, dvoumístný vojenský letoun s měnitelnou geometrií křídla. Vyvinut byl v rámci programu VFX pro americké námořnictvo poté, co byl zrušen projekt F-111B. F-14 byl první z novějších amerických stíhacích letounů (tzv. teen-series), které byly navrženy s ohledem na zkušenosti ze vzdušných soubojů s MiGy během války ve Vietnamu.
F-14 poprvé vzlétl v prosinci 1970 a do služby vstoupil v roce 1974 na palubě USS Enterprise, kde nahradil stroje McDonnell Douglas F-4 Phantom II. F-14 sloužil u amerického námořnictva mezi lety 1974–2006 hlavně jako námořní stíhací letoun k získání vzdušné převahy a také k průzkumu.
V 80. letech byl F-14 používaný íránským letectvem jako stíhač startující ze základen na zemi během války s Irákem, ve které sestřelily nejméně 160 iráckých letadel (jen 55 z nich je dle historika Toma Coopera potvrzeno), při ztrátě 16 Tomcatů, včetně sedmi ztracených při nehodách. V roce 2022 zůstává F-14 ve výzbroji u íránského letectva, i když v nízkém počtu letounů ve službě kvůli nedostatku náhradních dílů.

## Vývoj

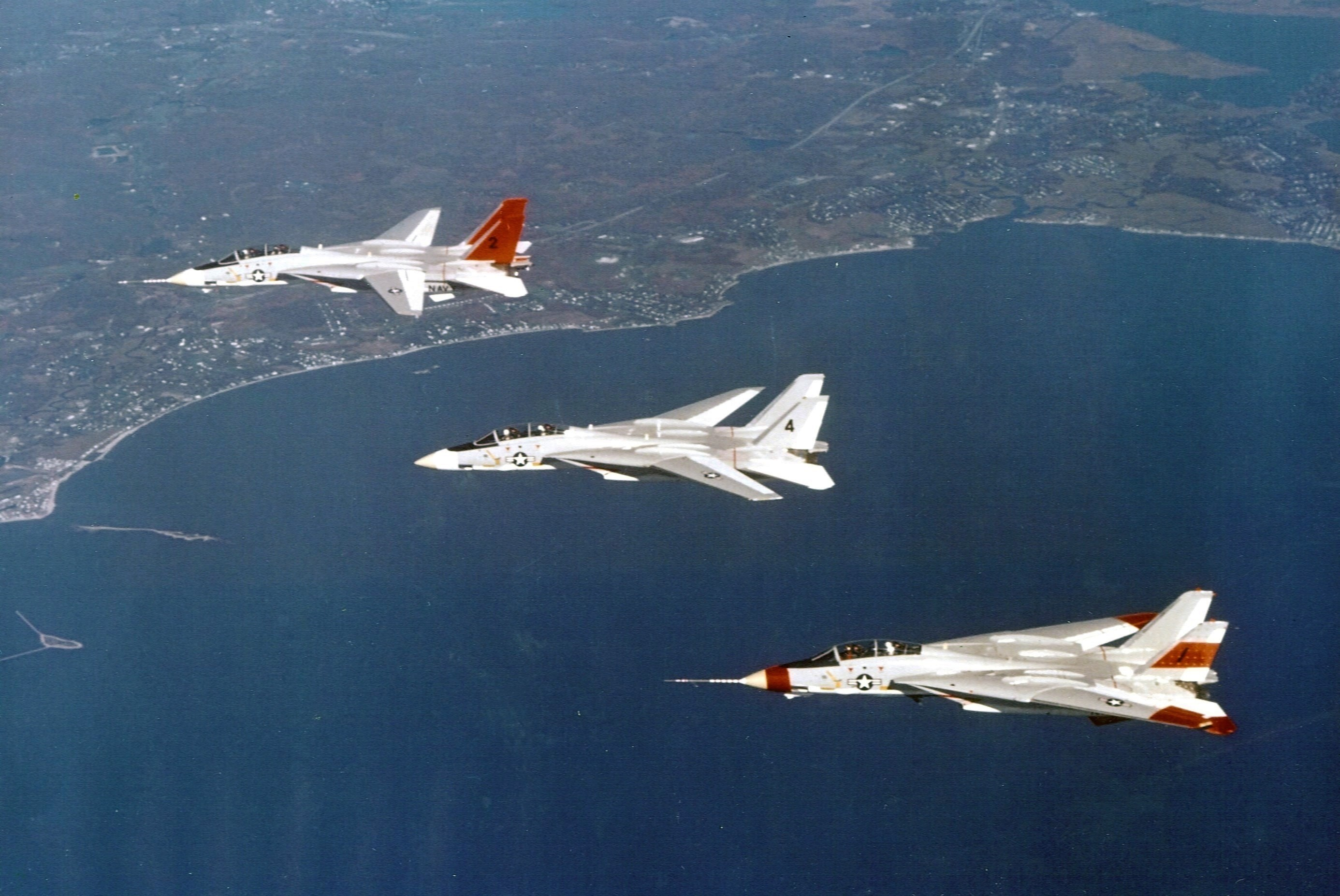
Tři prototypy F-14A amerického námořnictva, cca 1972

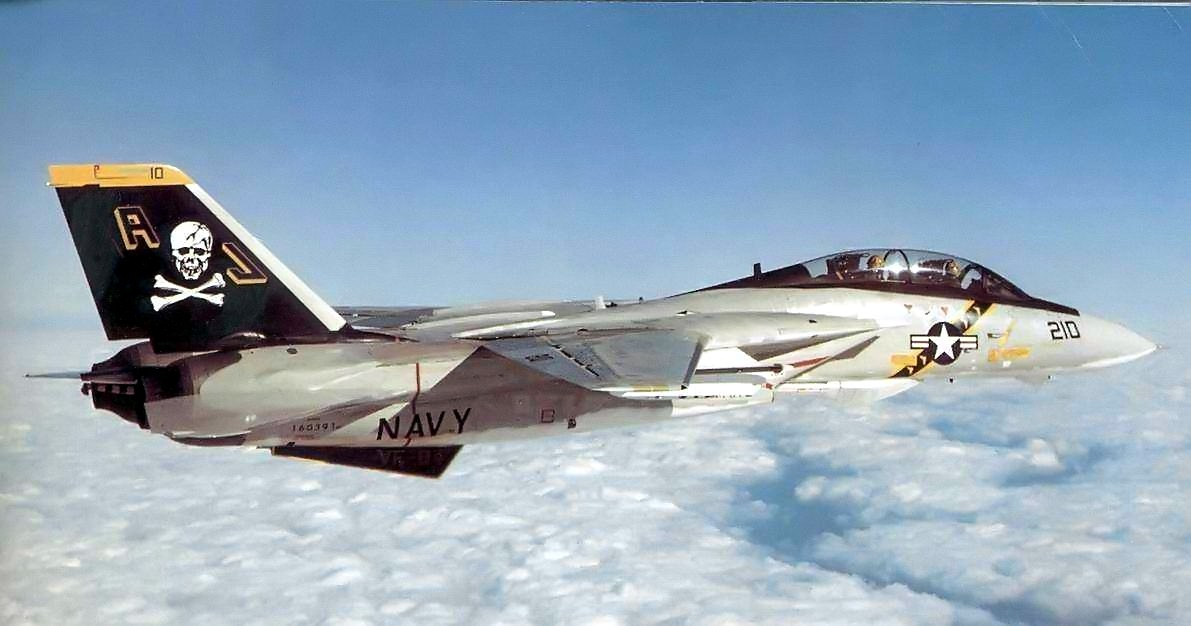
F-14A skupiny VF-84 v barevném schématu 70. let

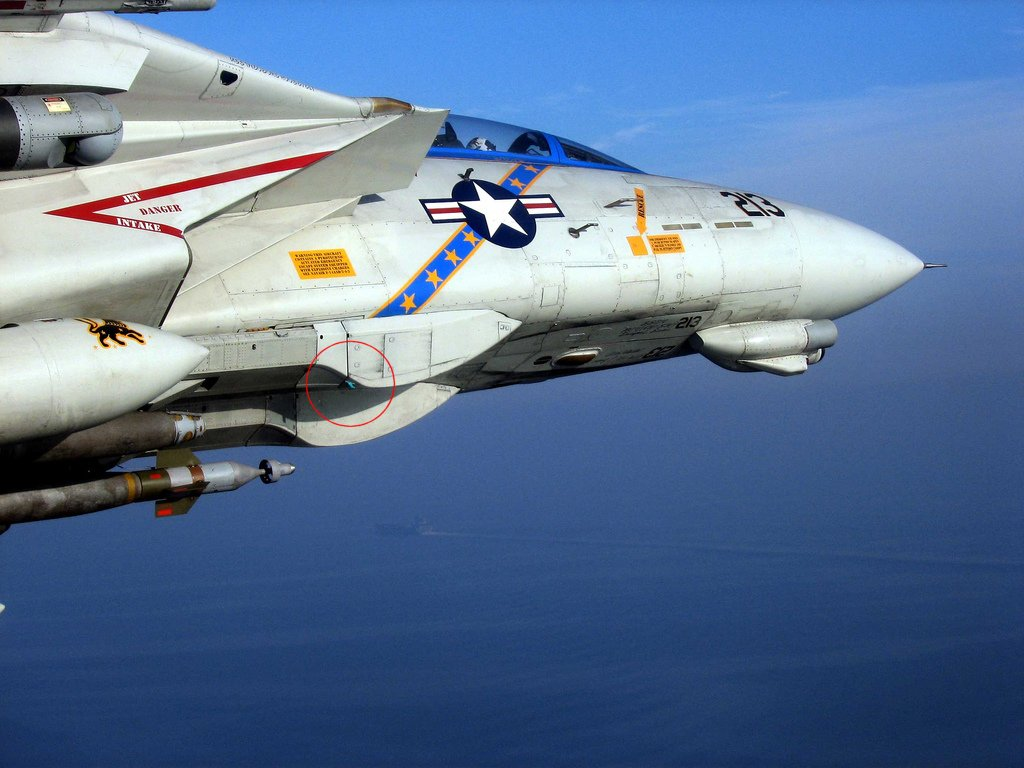
Modernizovaný F-14D(R) Tomcat s anténou ROVER, v dáli letadlová loď USS Theodore Roosevelt

V 60. letech 20. století začalo americké námořnictvo hledat nové palubní stíhací letadlo, které by bylo vhodným nástupcem letadel F-4 Phantom II. Nakonec podpořilo společný projekt firem General Dynamics a Grumman, který byl nazván F-111B. Tato stíhačka s měnitelnou geometrií křídel vycházela konstrukčně ze strojů General Dynamics F-111. Celkem bylo vyrobeno 7 prototypů F-111B, ale konstruktérům se nepodařilo splnit jednu z podstatných technických požadavků jakou byla nižší hmotnost. Letadlo bylo pro operace z paluby letadlové lodi příliš těžké a tak byl projekt v roce 1968 zrušen.
Následně námořnictvo vypsalo novou soutěž, v rámci které se do užšího výběru dostali dva uchazeči – McDonnell Douglas a Grumman. Zatímco McDonnell Douglas představil modifikovanou verzi F-15, Grumman přišel se svým Modelem 303. Grumman navrhoval vyvinout letadlo s měnitelnou geometrií křídel, které by bylo vybaveno moderním radiolokátorem Hughes AWG-9. Grumman získal značné zkušenosti s technologií měnitelné geometrie křídel při předchozím vývoji letadla XF10F Jaguar, které však bylo postaveno jen jako prototyp. V lednu 1969 proběhlo závěrečné vyhodnocení obou návrhů o měsíc později byla se společností Grumman podepsána smlouva na vývoj stíhačky F-14A. Firma Grumman navázala na svou tradici v pojmenování svých letadel po kočkách. Dala proto stíhačce F-14 přezdívku Tomcat, přičemž šlo odkaz na kočku admirála Thomase Connollyho (Tom's cat).
F-14A se vznesl poprvé k obloze 21. prosince 1970, jen 22 měsíců poté, co firma Grumman vyhrála soutěž na vývoj tohoto letadla. První prototyp absolvoval svůj první let v 16:00, což bylo poměrně pozdě, neboť v prosinci se na americkém východním pobřeží stmívá už v 17:00. Počasí také nebylo ideální, ale Grumman potřeboval provést první let do konce roku 1970, jinak by musel zaplatit námořnictvu pokutu za porušení smlouvy. V souvislosti s blížícími se Vánocemi si firma uvědomovala, že mnoho lidí začne čerpat dovolenou, aby si prodloužili vánoční svátky, takže to bylo „teď nebo nikdy“. 30. prosince 1970, během druhého letu první prototyp havaroval kvůli poruše hydraulického čerpadla včetně záloh. Posádka zcela ztratila kontrolu nad řízením letadla, přesto se jim podařilo bezpečně katapultovat. Následně bylo vyrobeno ještě 11 prototypů pro účely dalšího testování. Letoun poháněla dvojice proudových motorů Pratt & Whitney TF30-P-412 o tahu 92,90 kN, které byly vyvinuty z motorů TF-30-P-12 určených původně pro nestavěnou sérii palubních strojů General Dynamics F-111B. Radar Hughes AN/AWG-9 umožňoval dvoučlenné osádce vyhledávat vzdušné cíle do vzdálenosti 315 km v závislosti na jejich velikosti a střely s plochou dráhou letu do vzdálenosti 120 km.
Druhý Tomcat byl zalétán 24. května 1971, který do konce roku následovalo dalších sedm exemplářů. Během testů do roku 1973 došlo k dalším dvěma haváriím a zkušebnímu provozu na letadlových lodích USS Forrestal a USS Independence.
Podobný osud, jako v případě 1. prototypu, postihl ještě dvě letadla. 20. června 1973 havaroval 6. prototyp, na kterém probíhalo testování zbraní. Nehodu zapříčinila raketa AIM-7, která po vystřelení zamířila směrem nahoru a prorazila palivovou nádrž. To způsobilo požár a posádka musela nouzově opustit kokpit. 8. prototyp se kvůli požáru motoru zřítil 13. května 1974.
Sériová výroba letadel se po úspěšném absolvování všech testů spustila v roce 1972 a 22. září 1974 byly stroje F-14 zařazeny do služby v americkém námořnictvu.
Vývoj pokračoval stavbou dvou prototypů F-14B s výkonnějšími motory Pratt & Whitney F401-PW-400 o tahu po 124,90 kN. První z nich vzlétl 12. září 1973.
Počátkem roku 1980 překročila produkce F-14 500 kusů, včetně 80 letounů pro Írán (IIAF) realizovaná v rozmezí let 1976–1978. Íránské Tomcaty poháněly výkonnější a spolehlivější pohonné jednotky TF30-P-414, samotné stroje patřily do výrobních bloků F-14A-90-GR a F-14A-95-GR s radary AN/AWG-9.Výroba pokračovala verzí F-14C s dokonalejší elektronikou a F-14D s dvojicí turbodmychadlových motorů General Electric F110-GE-400 o tahu 120,10 kN s přídavným spalováním. Od roku 1995 byly všechny Tomcaty vybaveny značkovacím laserovým kontejnerem LANTRIN, dále pak byla provedena úprava kokpitu pro možnost použití brýlí pro noční vidění (NVG).
Letadla se během 32 let zúčastnila války v Perském zálivu, Iráku i Afghánistánu. Nakonec byly v roce 2006 vyřazeny z aktivní služby a zcela nahrazeny stíhačkami F/A-18 Hornet.

## Konstrukce

### Drak

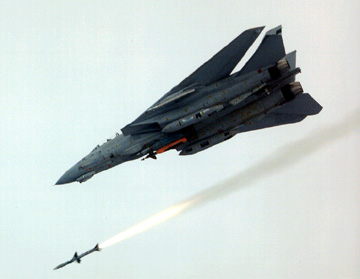
F-14D při odpalu střely AIM-7 Sparrow; GBU-24 Paveway III je zavěšena také.

Střední a zadní část trupu se skládá ze dvou oddělených prostorů pro motory, spojených dohromady plochou konstrukcí, přezdívanou „palačinka“. Ta přispívá k vyššímu vztlaku letadla, umožňuje připojit více zbraňových závěsníků a poskytuje prostor pro palivo a vybavení. V zadní části „palačinky“ jsou aerodynamické brzdy, nacházející se v horní i spodní části, přičemž se mohou rozevřít pod úhlem až 60 stupňů. Spodní brzda je rozdělena na dvě části kvůli uložení přistávacího háku. Po stranách trupu se nacházejí dvě velká obdélníková vstupní ústrojí. Přední část přívodů vzduchu je ostře zkosená směrem dolů, aby měl motor dostatek vzduchu i při manévrech s vysokým úhlem náběhu. Hlavní jednokolový podvozek se zatahuje dopředu do konstrukce, ve které jsou uchycena křídla a otáčí se o 90 stupňů, aby byla kola uložena ve vodorovné poloze. Dvoukolový přední podvozek se zasouvá směrem dopředu do šachty v nose letadla. V trupu Tomcatu se nacházejí tři palivové nádrže, které pojmou celkem 6185 l paliva. F-14 je také vybaven zatahovacím nástavcem pro tankování během letu, který se nachází na pravé straně trupu. Tomcat nemá elektronický systém fly-by-wire nebo mechanismus umělé stability. Řídicí systém se skládá z konvenčních táhel a lan, pružin, servomotorů a posilovačů. Všechny řídící plochy jsou poháněny mechanicky, pouze spoilery mají elektrický pohon.

### Křídla

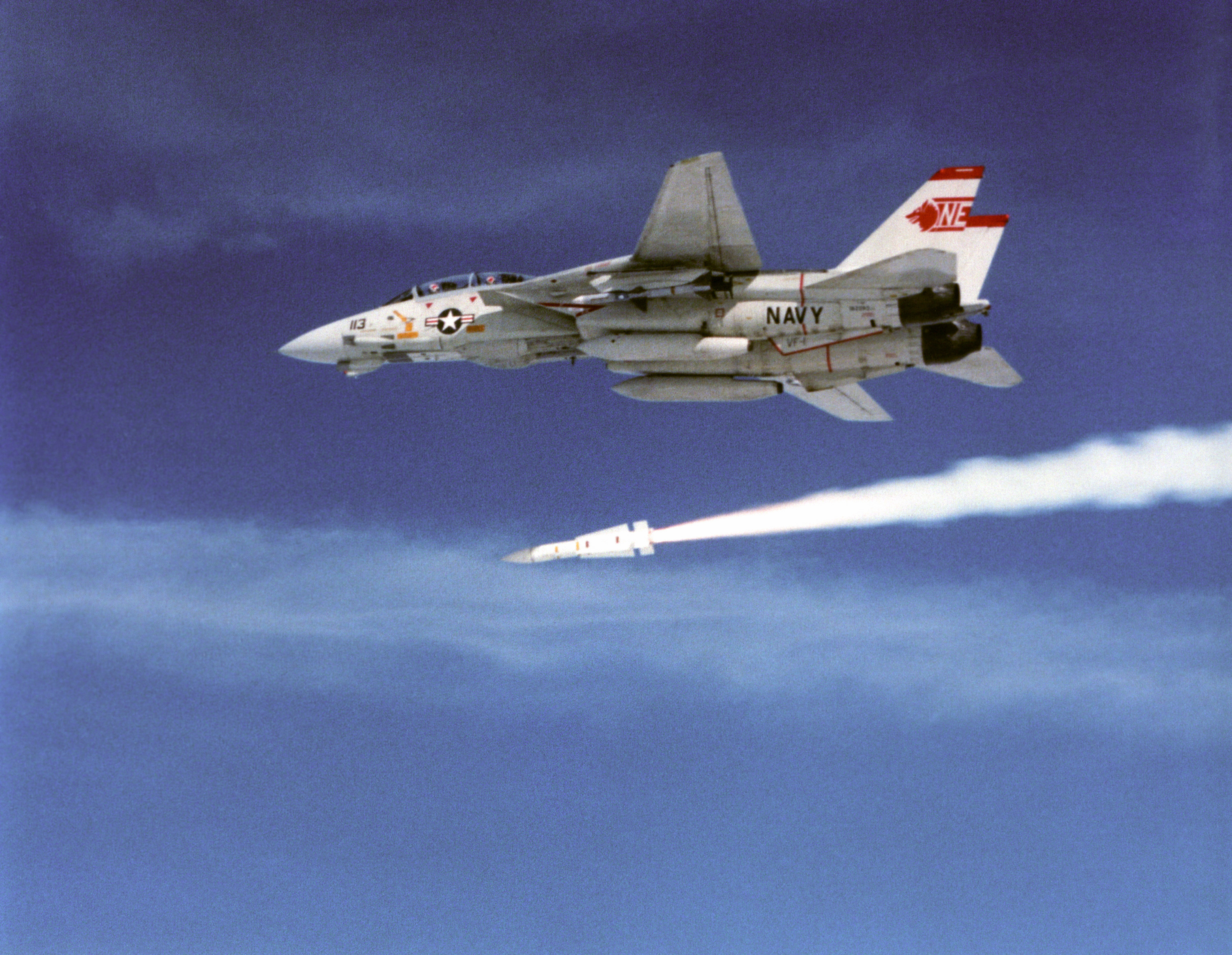
F-14A při odpalu střely AIM-54

Koncept měnitelné geometrie křídel umožňuje jejich nastavení v rozsahu od 20 do 68 stupňů. Pro potřeby skladování letadel na palubě letadlové lodi je možné manuálně sklopit křídla pod úhlem 75 stupňů. Toto je možné díky tomu, že křídla jsou připevněna k trupu o něco výš, než vodorovné ocasní plochy. Změna geometrie křídel je automaticky řízena centrálním počítačem AiResearch CP-1166B/A. Při zvyšování úhlu šípu křídla se zároveň vysouvají pomocné plošky umístěné před křídlem. Během vzletu a přistávání, jakož i při nízkých rychlostech letu, jsou křídla nastavena pod úhlem 20 stupňů a dosahují tak maximální rozpětí 19,1 m. Při letu nadzvukovými rychlostmi jsou nastavena pod úhlem 68 stupňů. V případě nouze může však pilot odstavit systém a přebrat nad nastavením křídel kontrolu.

### Kokpit
Dvoumístná kabina posádky F-14 má tandemové uspořádání. Pilot sedí vpředu a v zadní části je sedadlo důstojníka zbraňových systémů. Oba členové posádky sedí na vystřelovacích sedačkách Martin-Baker GRU-7A s raketovým pohonem, které mohou být použity již v nulové nadmořské výšce a při nulové rychlosti. Pilot má tři displeje pro sledování letu, navigaci a taktická data, včetně ovládacích prvků letu a výzbroje. Důstojník v zadní části má ovládací prvky a displeje pro řízení palby prostřednictvím systému AWG-9. Má také určité přístroje, poskytující základní informace o letu, ale nemůže přebrat kontrolu nad letadlem. Jeho hlavní náplní je obsluha radaru, identifikace protivníka a vedení pronásledování nepřítele. Na rozdíl od Phantomu II, může každý člen posádky odpalovat rakety.

### Motory

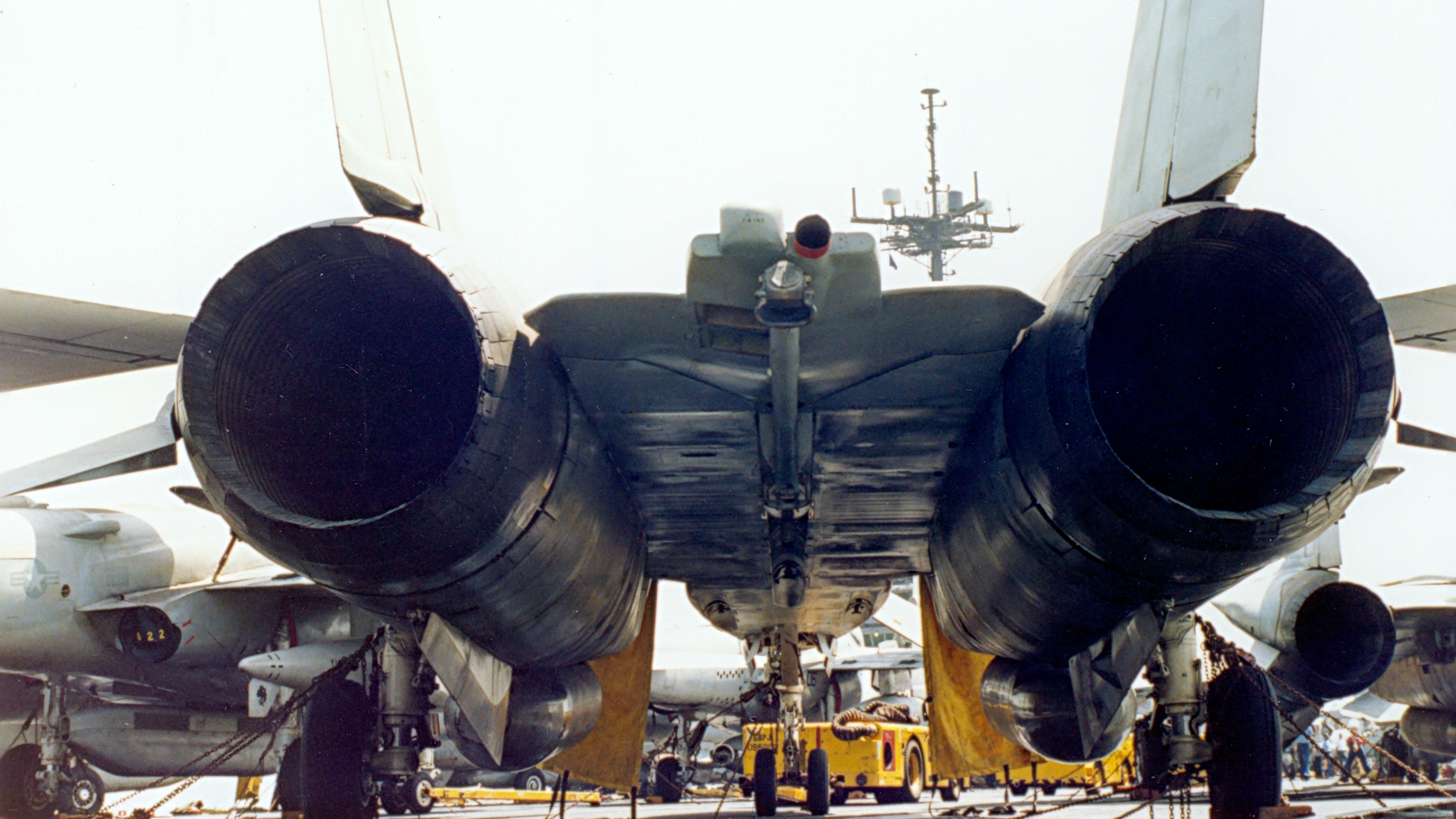
Pohled na výstupní ústrojí F-14

Pohon varianty F-14A zajišťovala dvojice motorů Pratt & Whitney TF30, vyvinutých původně pro F-111B. Každý z motorů disponoval při použití přídavného spalování tahem 92,9 kN a Tomcaty, vybavené tímto pohonným systémem, dokázaly vyvinout maximální rychlost 2,34 M. Motory TF30 však pro svou nespolehlivost sklidily vlnu kritiky už při jejich použití v počáteční produkční sérii Tomcatů. Tyto námitky se ukázaly jako opodstatněné již během války v Zálivu. V plně naložených Tomcatech, které tankovaly během letu ve výšce asi 7000 m, docházelo k pumpáži (nesprávné fungování kompresoru), což bylo často doprovázeno vyšlehnutím plamenů z motorů. Proto byly další verze F-14 vybaveny spolehlivějšími a navíc výkonnějšími motory F110-GE-400. Každý z těchto motorů od firmy General Electric poskytoval při zapnutí přídavného spalování výkon 123,7 kN.

### Avionika

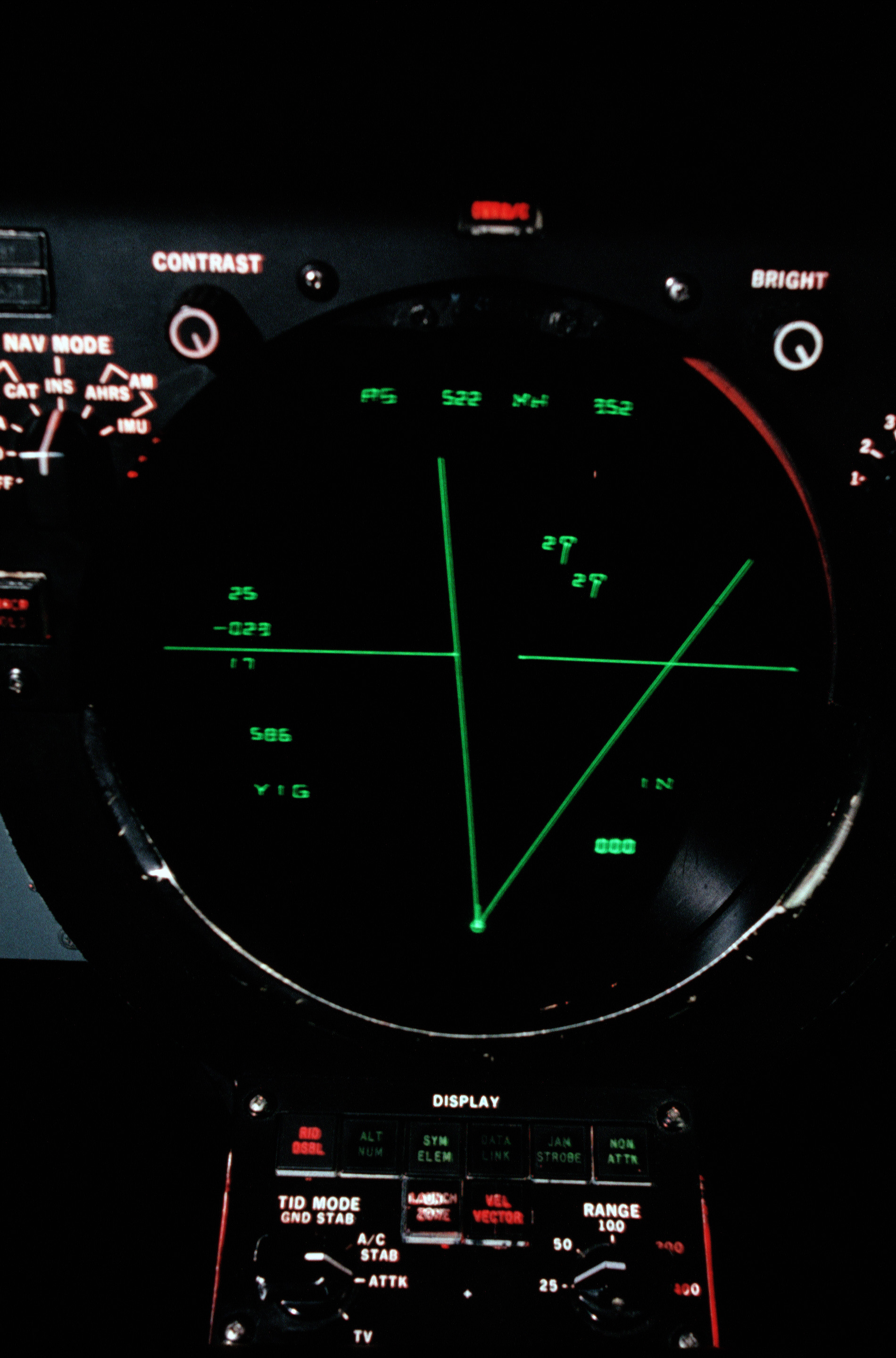
Display radaru v letounu, 1989

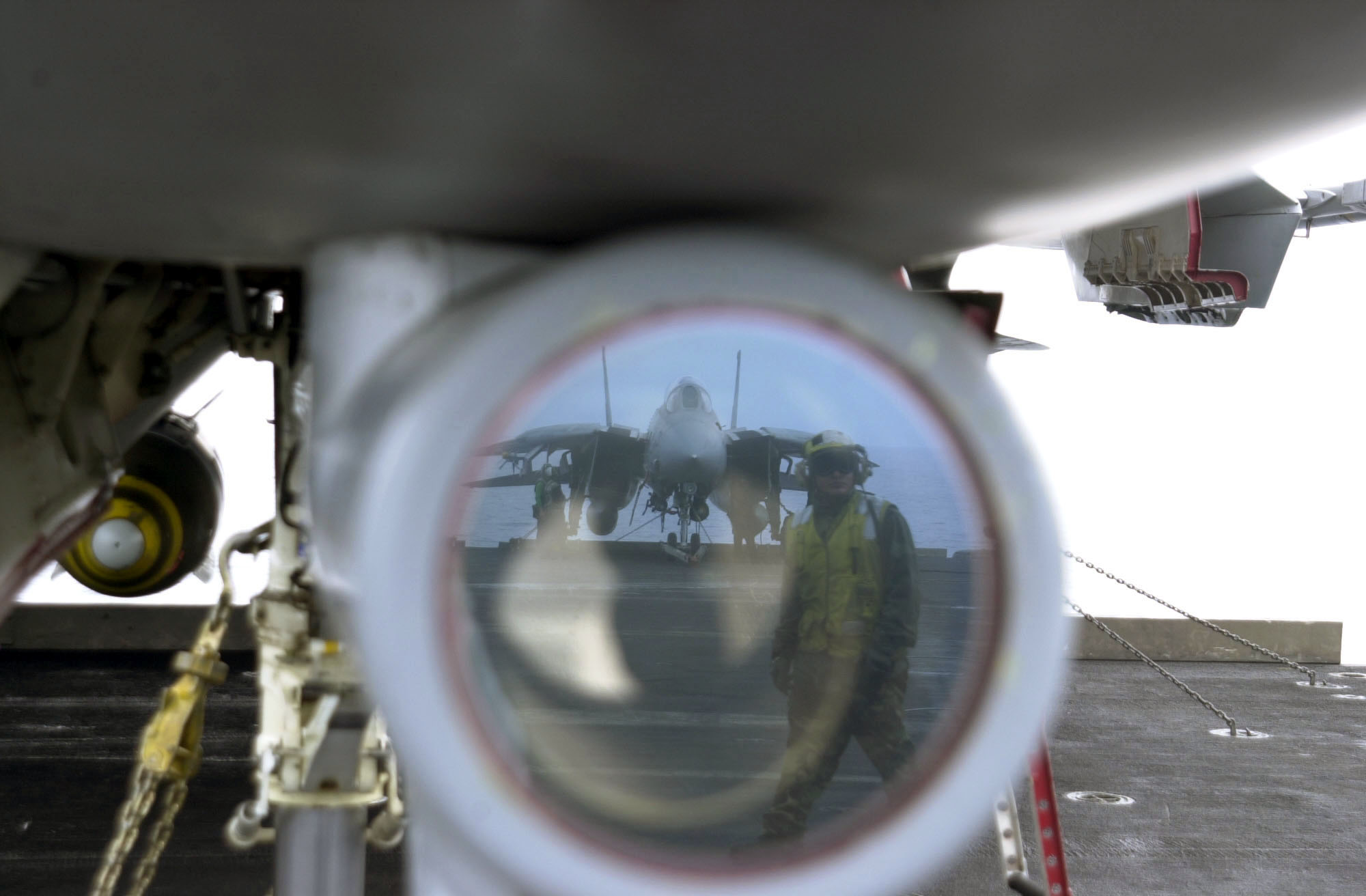
Kamera AN/AXX-1 TCS pod nosem letounu

F-14 je vybaven pulzním dopplerovským radiolokátorem Hughes AN/AWG-9, který byl odvozen z radaru AN/ASG-18, vyvinutého pro F-108 Rapier a F-111B. AWG-9 umožňuje pilotovi pálit téměř simultánně na 6 nepřátelských letadel, přičemž dokáže sledovat dalších 24 cílů. Radar je v podstatě talíř o průměru 92 cm, který může být nakloněn směrem dolů a sledovat tak i nízko letící objekty. AWG-9 má dosah více než 200 km a v kombinaci se střelami dlouhého dosahu AIM-54 Phoenix, představoval v době zavedení F-14 velmi nebezpečný zbraňový systém.
První produkční série Tomcatů byla vybavena infračerveným senzorem AN/ALR-23, který se nacházel pod nosem letadla a umožňoval vyhledávat nepřátelské stroje na základě tepelných emisí. Ten se však ukázal jako neúčinný, a proto byl později nahrazen TV kamerou Northrop AAX-1, vybavenou stabilizovaným teleobjektivem.
Digitální přenos dat mezi Tomcatem a velícím střediskem na lodi zajišťovalo zařízení Harris ASW-27B. Tento systém bylo možné také použít k datové komunikaci mezi F-14 a letadlem včasné výstrahy E-2C Hawkeye. Díky němu si mohla letadla vzájemně předávat informace o vzdušných cílech, což pomáhalo posádkám Tomcatů získat širší obraz o taktické situaci. A navíc, pokud to taktika vyžadovala, ASW-27B umožňoval letadlu F-14 operovat bez použití vlastních senzorů.
Tomcaty byly zpočátku vybaveny radarovým výstražným systémem AN/APR-25 a AN/APR-27. Ty byly později nahrazeny systémem AN/ALR-45 nebo AN/ALR-50 a závěrečná produkční série dostala AN/ALR-67. Tyto systémy byly navrženy tak, aby varovaly posádku před raketami protiletadlového kompletu, jakým je například 2K12 Kub. Ochranu posádky F-14 před přilétajícími raketami zajišťují i výmetnice klamných cílů Goodyear AN/ALE-39.
K dalšímu avionickému vybavení F-14 patřil inerciální navigační systém Asn 92 Kainovia II a komunikační systém, který se skládal z UHF rádia ARC-51 (později nahrazen ARC-159).

## Služba

### Americké námořnictvo

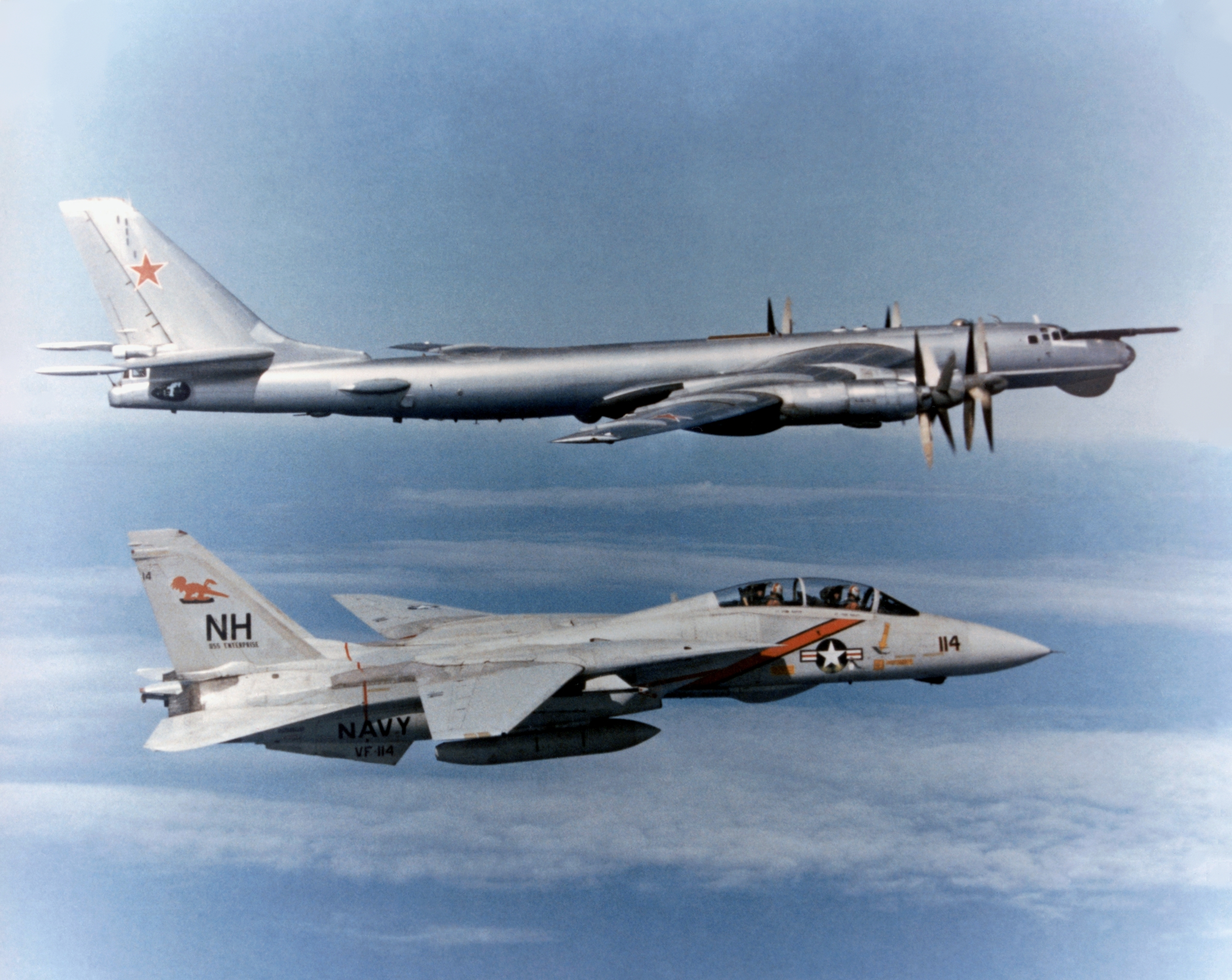
F-14A doprovází sovětský Tu-95RT

Do služby v US Navy letoun vstoupil v červnu 1972 převzetím prvního sériového stroje, kde začal nahrazovat Phantomy.
V září 1974 zahájily letky VF-1 a VF-2 na palubě jaderné letadlové lodě USS Enterprise první osmiměsíční túru s F-14 v západním Pacifiku. Prvními atlantickými letkami Tomcatů se staly VF-14 „Tophatters“ a VF-32 „Swordsmen“, které v červnu 1975 na palubě USS John F. Kennedy odpluly do oblasti působnosti americké 6. floty ve Středomoří.
Několik Tomcatů sloužilo v 80. létech u US Navy Fighter Weapons School, známější pod zkratkou „Top Gun“ na NAS Miramar.
Z U.S. Navy byl Tomcat vyřazen roku 2006 a nahrazen letouny F/A-18E/F Super Hornet.

### Incident v zálivu Velká Syrta
V srpnu 1981 nařídil Ronald Reagan námořní cvičení „Freedom of Navigation“ v zálivu Velká Syrta, který Libye považovala za své výsostné vody. Americké F-14 se následně v několika soubojích s libyjskými stíhači utkaly. Cvičení se zúčastnila letadlová loď USS Forrestal se stíhačkami Phantom II a USS Nimitz, která nesla na palubě stroje F-14 Tomcat. 19. srpna 1981, během hlídkového letu u pobřeží Libye, zachytily americké F-14 na svých radarech blížící se dvojici Su-22, která se pokusila sestřelit dvojici letounů F-14A z perutě VF-41 „Black Aces“. Jedno z libyjských letadel vystřelilo na Tomcaty raketu, ta však minula cíl. Piloti F-14 ve složení Cdr. Henry „Hank“ Kleeman a Lt. Dave Venlet, a Lt. Larry Muczynski a Lt. Jim Anderson opětovali střelbu a připsali si zničení obou letounů řízenými střelami AIM-9L. Celý vzdušný souboj trval jen 45 sekund.
24. března 1986 se během operace Prairie Fire dostala do vzájemné konfrontace dvojice F-14A se dvěma libyjskými stroji MiG-25.

### Válka v Zálivu
Od 17. ledna 1991 se americké F-14 zapojily do plnění různých úkolů v rámci operace Pouštní bouře (Operation Desert Storm) v Perském zálivu. Na mise do Kuvajtu a Iráku startovaly z pěti letadlových lodí: USS John F. Kennedy, USS Saratoga, USS America, USS Ranger a USS Theodore Roosevelt. V době, kdy operace Pouštní bouře začínala, byly F-14 jedinými americkými stíhačkami v aktivní službě, které měly za sebou skutečné vzdušné souboje s potvrzenými sestřely nepřátelských letadel. Paradoxně však během války v Zálivu vykonávaly převážně hlídkové lety. Vybaveny zařízením TARPS (Tactical Airborne Reconnaissance Pod) byly Tomcaty vysílány také na průzkumné mise, během nichž vyhledávaly irácké mobilní raketové systémy Scud. Jelikož hlavní roli při potlačování iráckého letectva sehrály stíhačky F-15C, připsaly si F-14 pouze jediný sestřel vzdušného cíle. Šlo o vrtulník Mil Mi-8, který byl zničen střelou AIM-9 Sidewinder 6. února 1991 a jednalo se o poslední vzdušné vítězství Tomcatů ve službách amerického námořnictva. Během celé letecké kampaně ztratilo americké námořnictvo jen jeden stroj F-14A, který byl 21. ledna 1991 sestřelen iráckým systémem S-75 Dvina. Oba piloti se stihli katapultovat, ale jen jednoho z nich americké speciální jednotky zachránily. Druhého zajala irácká armáda a byl vězněn až do konce války.

### Válka v Kosovu
Do ozbrojeného konfliktu v Kosovu, který probíhal mezi silami Jugoslávie a UCK se zapojila v roce 1999 i Severoatlantická aliance. Bombardovací kampaň trvala od 24. března do 11. června 1999 a angažovalo se v ní hlavně americké letectvo. Tomcaty vzlétaly z letadlové lodi USS Theodore Roosevelt a shodily celkem 350 laserem naváděných pum. Stroje F-14 spolu se stíhačkami F/A-18 zničily nebo poškodily 477 taktických cílů a 88 pevných cílů.

### Operace Trvalá svoboda

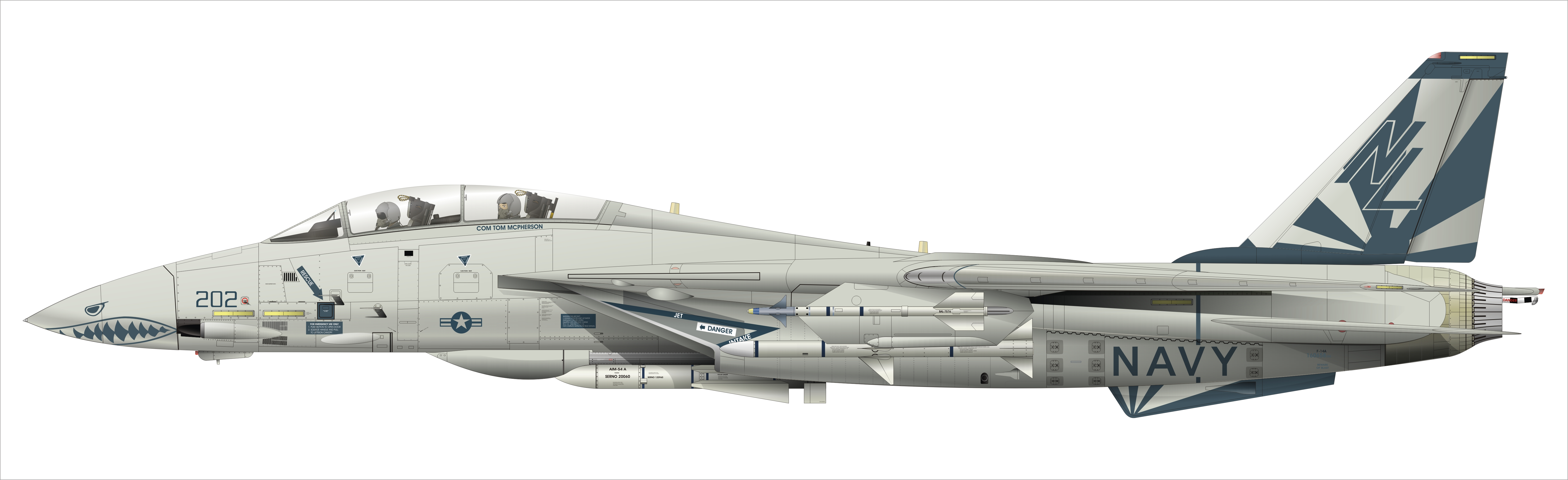
Grumman F-14A Tomcat, VF-111 „Sundowners“, USS Carl Vinson

7. října 2002 vzlétly americké F-14 z letadlové lodi USS Enterprise a stíhačky F/A-18 z letadlové lodi USS Carl Vinson na první bombardovací misi v Afghánistánu. Hlavními cíli byly teroristické základny, zbraně a vozidla, výcvikové tábory a vojenské jednotky Talibanu.

### Operace Irácká svoboda
Na rozdíl od operace Pouštní bouře, kde se Tomcaty zapojily do bojových akcí minimálně, bylo působení F-14 v kampani Irácká svoboda, která probíhala v Iráku o 12 let později, mnohem masivnější. 52 stíhaček F-14D se kromě lokalizování iráckých oddílů a systémů protivzdušné obrany zapojovalo výrazně více do útoků na pozemní cíle. Vedle Super Hornetů, které se zúčastnily bojových akcí poprvé, ničily nepřátelské pozemní cíle 900kg pumami JDAM (GBU-31).

### Írán

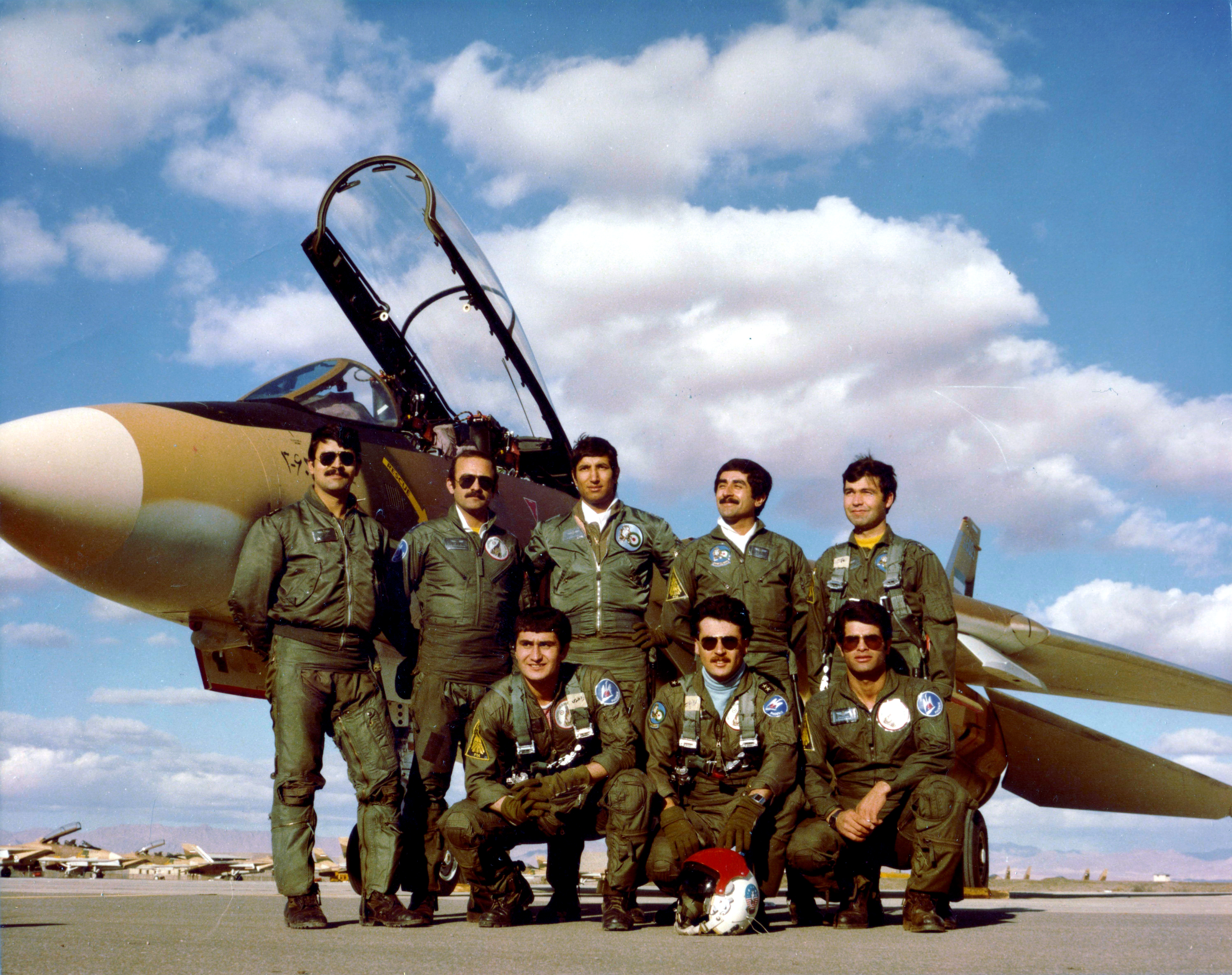
Íránští piloti před F-14

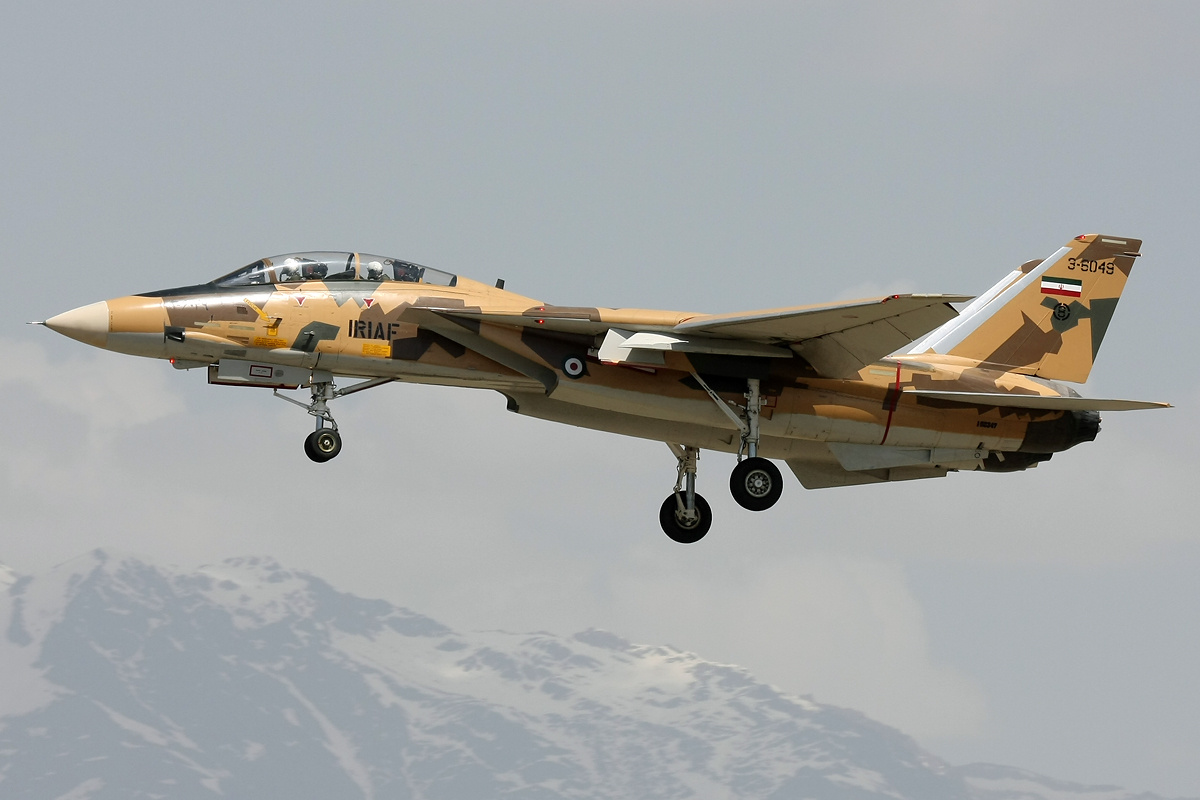
Přistávající íránský Tomcat v Mehrábádu

V lednu 1974 objednal Írán 30 kusů F-14A (evidenční č. US Navy 160299 až 160328) pro íránské letectvo (IIAF), v červnu pak následoval kontrakt na dalších 50 Tomcatů (160329 až 160377). Výcvik prvních vybraných osádek IIAF, které před tím létaly na Phantomech, začal v USA v květnu 1974. Prvé dva Tomcaty převzal Írán 14. ledna 1976 včetně moderní výzbroje. V květnu následujícího roku již IIAF disponovalo 12 letouny F-14A. V létě 1977 došlo k prvnímu zásahu F-14A proti sovětskému letounu MiG-25R, které neustále narušovaly íránský vzdušný prostor. Pilot Tomcatu se dostal do střelecké pozice a zaměřil cíl svými raketami, z diplomatických důvodů však nedostal rozkaz ke střelbě. Dodávky F-14A pro IIAF byly ukončeny v roce 1978 předáním 79. stroje. Poslední Tomcat zůstal v USA, kde sloužil k testům zařízení pro tankování za letu a zbraňových systémů. Po islámské revoluci v roce 1979 již do Íránu nedorazil a byl uskladněn na základně Davis-Monthan. Později byl předán US Navy a počátkem 90. let předán Pacific Missile Test Centre na kalifornské základně Point Mugu, kde byl v srpnu 2000 vyřazen. Jako první byla na F-14A přezbrojena 82. taktická výcviková peruť IIAF na základně Isfáhán-Chatámí. Následně pak tvořily výzbroj 71., 72. a 73. taktické stíhací perutě na základně Šíráz a 81. perutě dislokované na Isfáhán-Chatámí.
První ztráta Tomcatu (160311) z výzbroje IIAF se odehrála 30. dubna 1977 při výcvikovém letu jihovýchodně od báze Isfahan-Chatámí se smíšenou osádkou íránského pilota a instruktora společnosti Grumman. 15. listopadu 1977 došlo k další havárii 140 km od základny s plně íránskou osádkou (160346).
Po islámské revoluci bylo letectvo Íránu přejmenováno na vojenské letectvo islámské republiky Írán (Islamic Republic of Iran Air Force -IRIAF) a během několika měsíců se stav letuschopných strojů podstatně snížil. Do léta 1980 stav Tomcatů činil pouze několik desítek akceschopných letounů. Dne 22. září 1980 zaútočilo na šest základen IRIAF a čtyři pozemního vojska irácké letectvo, čímž započala osmiletá irácko-íránská válka, mj. o sporné území v oblasti Chúzistán, ukončená v srpnu 1988.
K prvnímu vítězství Tomcatů IRIAF došlo 7. září 1980 sestřelem iráckého vrtulníku Mi-25, tedy několik dní před oficiálním zahájením konfliktu. Další sestřely si na svá konta připsaly osádky F-14A již 25. září zničením dvou strojů MiG-23MS, třetí Tomcaty IRIAF zlikvidovaly 2. října 1980. Do konce roku 1980 podlehly při leteckých soubojích s F-14A další tři irácké stroje MiG-21 (21. a 27. listopadu a 2. prosince). Následující rok otevřely konta sestřelů osádky F-14A sestřelením Su-22M-3 29. ledna. Další dvě potvrzená vítězství následovala 21. dubna nad dvojicí letounů MiG-23BN íránského letectva. 25. března 1984 „Perské kočky“, jak se F-14A IRIAF v USA přezdívalo, zničily Tupolev Tu-22, 6. října 1986 jim za oběť padla dvojice strojů Dassault Mirage F1EQ iráckých vzdušných sil (Al Qauwa al Džauwíja al Iráqíja). Další dva sestřely nárokovaly osádky Tomcatů 24. února 1987 (MiG-23ML a Mirage F1EQ), třetí pak v tomto roce 24. června (vrtulník S.A.321H). Během roku 1988 nahlásili íránští piloti a operátoři F-14A zničení celkem deseti Mirage F1EQ ve vzdušných soubojích, poslední sestřel pak zaznamenali 19. července 1989 (MiG-21). Naopak iráčtí piloti během celého konfliktu nahlásili celkem 11 vítězství nad Tomcaty protivníka, z toho poslední dva stroje podlehly novým iráckým letounům MiG-29 19. července 1988. 12 F-14A ztratilo IRIAF následkem závady na motorech a přechodu do kritického letového režimu při manévrovém boji.
Po ukončení konfliktu byly zbylé F-14A IRIAF v 90. letech rozděleny do 83. taktické stíhací perutě na základnách Teherán-Mehrabad a Shiraz, 82. taktické stíhací perutě na letištích Bushehr a Isfahan-Chatámí, odkud operovala rovněž 81. peruť.
Během izraelsko-íránské války v červnu 2025 zveřejnily Izraelské obranné síly videozáznamy zachycující zničení celkem pěti kusů F-14 nálety Izraelského vojenského letectva na íránské letecké základny.

## Uživatelé

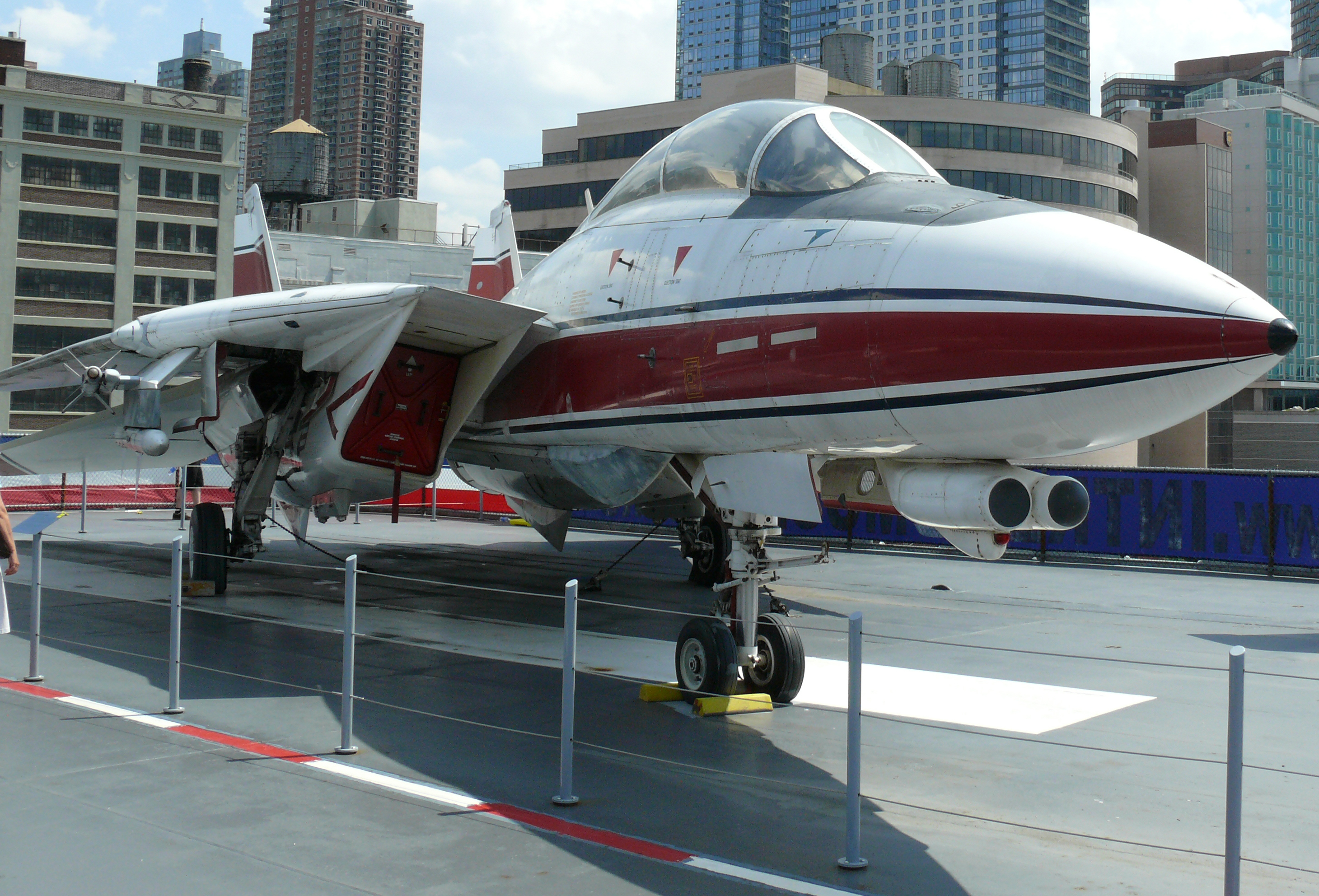
Grumman F-14 Tomcat, Intrepid Sea-Air-Space Museum

### Současní uživatelé
Írán
- Íránské vojenské letectvo – k prosinci 2015 mělo 24 letadel F-14A

### Bývalí uživatelé
USA
Námořnictvo Spojených států amerických

## Specifikace (F-14D Super Tomcat)

### Technické údaje
- Posádka: 2 (pilot a operátor zbraňových systémů v tandemu)
- Délka: 19,13 m
- Rozpětí: 19,545 (s max. úhlem šípu) / 11,646 m
- Výška: 4,9 m
- Nosná plocha: 52,5 m²
- Hmotnost (prázdný): 19 838 kg
- Hmotnost (naložen): 27 669 kg
- Maximální vzletová hmotnost: 33 725 kg
- Zásoba paliva: 7348 kg (vnitřní nádrže)
- Pohonná jednotka: 2 × dvouproudový motor General Electric F110-GE-400
  - Suchý tah: 61,4 kN
  - Tah s forsáží: 124,7 kN

### Výkony
- Maximální rychlost: Mach 2,34 (2 485 km/h)
- Dolet: 3000 km
  - Bojový: 930 km
- Dostup: 15 200 m
- Stoupavost: 229 m/s
- Maximální (konstrukční) přetížení:[p 1] 7,5 G
- Tah/Hmotnost: 0,92

### Výzbroj
- Kanóny: 1× 6-hlavňový 20mm rotační kanón M61A1 Vulcan se 675 náboji.
  - Střely: AIM-54 Phoenix, AIM-7 Sparrow, AIM-9 Sidewinder.

### Vybavení
- Radar: Hughes AN/APG-71
- Radarový výstražný přijímač: AN/ALR-67
- Systém pro infračervené vyhledávání a sledování: AN/AAS-42
- Televizní kamerový systém: AAX-1
- Inerciální navigační systém: AN/ASN-130